# Drapetis femorata
Drapetis femorata är en tvåvingeart som beskrevs av Axel Leonard Melander 1918. Drapetis femorata ingår i släktet Drapetis och familjen puckeldansflugor.
Artens utbredningsområde är Taiwan. Inga underarter finns listade i Catalogue of Life.